# المجن (دلال)

تعديل مصدري - تعديل

المجن محلة تابعة لقرية بيت الوحيش، التابعة لعزلة دلال بمديرية بعدان إحدى مديريات محافظة إب في الجمهورية اليمنية، بلغ تعداد سكانها 127 حسب تعداد اليمن لعام 2004.